# Kenardington
Kenardington – wieś w Anglii, w hrabstwie Kent, w dystrykcie Ashford. Leży 31 km na południowy wschód od miasta Maidstone i 83 km na południowy wschód od centrum Londynu. W 2001 miejscowość liczyła 210 mieszkańców.